# دييغو رودريغيز (لاعب كرة قدم)
دييغو رودريغيز (بالإسبانية: Diego Fernando Rodríguez)‏ هو لاعب كرة قدم هندوراسي في مركز الدفاع، ولد في 6 نوفمبر 1995 في تيغوسيغالبا في هندوراس. لعب مع نادي ديبورتيفو أوليمبيا.

## وصلات خارجية
- دييغو رودريغيز على موقع قاعدة بيانات كرة القدم.إي يو (الإنجليزية)
- دييغو رودريغيز على موقع ناشيونال فوتبول تيمز (الإنجليزية)
- دييغو رودريغيز على موقع Soccerway.com (الإنجليزية)
- دييغو رودريغيز على موقع عالم كرة القدم.نت (الإنجليزية)